# Przebędowo Słupskie
Przebędowo Słupskie (deutsch Prebendow, slowinz. Přìḙbądɵvɵ) ist ein Ort bei Słupsk (Stolp) in der polnischen Woiwodschaft Pommern. Er gehört zur Landgemeinde Główczyce (Glowitz) im Powiat Słupski.

## Geographische Lage
Das kleine Dorf liegt in Hinterpommern, etwa zehn Kilometer südlich des Leba-Sees (poln. Łebsko) und dreißig Kilometer nordöstlich der Stadt Slupsk (Stolp). Nachbardörfer sind  Główczyce (Glowitz) im Westen, Pobłocie (Poblotz) im Nordosten und Stowięcino (Stojentin) im Süden.

## Geschichte
Das Dorf Prebendow, früher Prebentow genannt, gehörte vor 1945 zum Landkreis Stolp in der preußischen Provinz Pommern des Deutschen Reichs. Es sollte nicht mit dem gleichnamigen,  weiter östlich, etwa sechs Kilometer westlich des Lantow-Sees gelegenen Dorf Prebendow verwechselt werden, das zum Landkreis Lauenburg gehörte und dem dort eine Bahnstation noch heute ihren Namen verdankt.
Die Ortschaft war früher ein Gutsbezirk. Um 1784 gab es in Prebendow zwei Vorwerke, vier Kossäten, einen Schulmeister und insgesamt 18 Feuerstellen (Haushaltungen).
Die Region wurde im März 1945 von der Roten Armee besetzt und nach Beendigung der Kampfhandlungen des Zweiten Weltkriegs seitens der sowjetischen Besatzungsmacht der Volksrepublik Polen zur Verwaltung überlassen. Die Wohngebäude wurden danach von nach Kriegsende zugewanderten Polen übernommen.
Der Ort hat heute etwa 60 Einwohner.

### Kirchspiel
Die Dorfbewohner vor 1945 waren evangelisch. Prebendow war in Stojentin eingepfarrt.

## Im Ort geborene Persönlichkeiten
- Ernst Friedrich von Bandemer (1744–1817), Gutsbesitzer und preußischer Offizier.